# Shang-Chi i legenda dziesięciu pierścieni
Shang-Chi i legenda dziesięciu pierścieni (oryg. Shang-Chi and the Legend of the Ten Rings) – amerykański fantastycznonaukowy film akcji z 2021 roku, zrealizowany na podstawie serii komiksów o superbohaterze Shang-Chi wydawnictwa Marvel Comics. Za reżyserię odpowiadał Destin Daniel Cretton na podstawie scenariusza, który napisał wspólnie z Davidem Callahamem i Andrew Lanhamem. W tytułową rolę wcielił się Simu Liu, a obok niego w głównych rolach wystąpili: Awkwafina, Meng’er Zhang, Fala Chen, Florian Munteanu, Benedict Wong, Michelle Yeoh, Ben Kingsley i Tony Leung.
W filmie, główny bohater, Shang-Chi musi skonfrontować się ze swoją przeszłością po tym, jak zostaje ponownie wciągnięty do organizacji swojego ojca o nazwie Dziesięć Pierścieni.
Shang-Chi i legenda dziesięciu pierścieni wchodzi w skład IV Fazy Filmowego Uniwersum Marvela, jest to dwudziesty piąty film należący do tej franczyzy i stanowi część jej drugiego rozdziału zatytułowanego The Multiverse Saga. Zapowiedziana została również kontynuacja filmu. Światowa premiera filmu Shang-Chi i legenda dziesięciu pierścieni miała miejsce 16 sierpnia 2021 roku w Los Angeles. W Polsce zadebiutował on 3 września 2021 roku. Shang-Chi i legenda dziesięciu pierścieni przy budżecie szacowanym na 150 milionów dolarów zarobił ponad 430 milionów i otrzymał pozytywne oceny od krytyków.

## Streszczenie fabuły
Tysiące lat wcześniej Xu Wenwu natrafia na dziesięć pierścieni, mistyczną broń, która zapewnia mu nieśmiertelność i nadludzką siłę. Wenwu tworzy armię nazwaną Dziesięcioma Pierścieniami, dzięki czemu podbija kolejne królestwa i obala władze na przestrzeni dziejów. W 1996 roku Wenwu, aby pozyskać jeszcze większą moc, postanawia wyruszyć na poszukiwania Ta Lo, wioski, w której podobno mieszkają różne mityczne stworzenia. Po podróży przez magiczny las trafia do wejścia do wioski, które pilnowane jest przez jej strażniczkę, Ying Li. Wenwu zostaje przez nią pokonany. Oboje zakochują się w sobie, ale mieszkańcy wioski nie zgadzają się na wejście do niej Wenwu ze względu na jego przeszłość, więc Li postanawia odejść z nim. Wenwu i Li pobierają się, a na świat przychodzi im dwójka dzieci, Shang-Chi i Xialing. Wenwu rezygnuje z pierścieni i swojej organizacji, aby być z rodziną. Kiedy Shang-Chi ma 7 lat, Li zostaje zamordowana przez wrogów Wenwu, Iron Gang. Wenwu po raz kolejny sięga po pierścienie, by zmasakrować Iron Gang i wznawia działalność swojej organizacji, a Shang-Chi przechodzi brutalny trening sztuk walki. Kiedy Shang-Chi ma 14 lat, Wenwu wysyła go, by zabił przywódcę Iron Gangu. Po wypełnieniu misji Shang-Chi postanawia uciec do San Francisco, gdzie przyjmuje imię „Shaun”.
Współcześnie Shang-Chi pracuje jako parkingowy w hotelu ze swoją najlepszą przyjaciółką Katy. Zostają zaatakowani przez mężczyzn z Dziesięciu Pierścieni, w tym Razor Fista. Zostaje mu ukradziony wisiorek, który dostał od matki. Wenwu anonimowo podaje Shang-Chi lokalizację swojej siostry, Xialing. Obawiając się, że Dziesięć Pierścieni ukradnie również wisiorek Xialing, Shang-Chi postanawia się spotkać z siostrą. Wyjawia swoją przeszłość Katy, która nalega, aby mu pomoc. Odnajdują Xialing w podziemnym klubie walki w Makau, który założyła po ucieczce od Wenwu. Klub zostaje zaatakowany przez Dziesięć Pierścieni. Na miejscu pojawia się Wenwu, a Shang-Chi, Katy i Xialing zostają schwytani i zabrani do siedziby Dziesięciu Pierścieni. Tam Wenwu używa wisiorków do utworzenia drogi do Ta Lo. Wenwu ujawnia, że słyszał, jak Li woła go, mówiąc, że była przetrzymywana w Ta Lo za zapieczętowaną bramą. Deklaruje, że zniszczy wioskę, jeśli jej nie uwolnią. Kiedy jego dzieci i Katy sprzeciwiają się temu postanawia ich uwięzić. Cała trójka spotyka byłego aktora Trevora Slattery’ego, którego Dziesięć Pierścieni uwięziło za podszywanie się pod Wenwu i jego towarzysza Morrisa, mistyczne stworzenie o nazwie hundun, który proponuje doprowadzić ich do Ta Lo.
Udaje się im uciec i dotrzeć do Ta Lo, gdzie ostrzegają wioskę o zamiarach Wenwu i spotykają tam Ying Nan, siostrę Li, która opowiada im historię Ta Lo. Tysiące lat temu wioska została zaatakowana przez pochłaniającego duszę Mieszkańca w Ciemności i jego sługusów. Jednak wioskę uratował smok zwany Wielkim Obrońcą, który pomógł zamknąć bramę do świata Mieszkańca w Ciemności. Według Nan, Mieszkaniec w Ciemności wpłynął na Wenwu, aby uwierzył, że Li wciąż żyje, aby otworzył bramę. Shang-Chi, Xialing oraz Katy trenują i przygotowują się na przybycie Wenwu, otrzymują stroje oraz broń wykonaną ze smoczych łusek. Wenwu i Dziesięć Pierścieni pojawiają się w Ta Lo i atakują wioskę, aby Wenwu mógł dostać się do bramy. Shang-Chi walczy z ojcem, ale zostaje pokonany i wrzucony do pobliskiego jeziora. Wenwu zaczyna rozbijać pieczęć za pomocą pierścieni, wskutek czego sługusy Mieszkańca w Ciemności wydostają się i zaczynają atakować ludzi pochłaniając ich dusze. Mieszkańcy wioski i Dziesięć Pierścieni łączą siły, aby z nimi walczyć. Pod wodą Shang-Chi natrafia na Wielkiego Protektora, z którym opuszcza jezioro, aby walczyć ze sługami. Wenwu i Shang-Chi ponownie walczą, a Shang-Chi zwycięża. Mieszkaniec w Ciemności wydostaje się i atakuje Shang-Chi. Wenwu ratuje Shang-Chi, przekazując mu pierścienie, zanim zostaje zabity przez Mieszkańca w Ciemności. Shang-Chi, Wielki Protektor, Xialing i Katy walczą z Mieszkańcem w Ciemności, który ostatecznie zostaje zabity przez Shang-Chi.
Shang-Chi i Katy wracają do San Francisco, gdzie zostają zaproszeni przez Wonga do Sanctum Sanctorum. W scenie w trakcie napisów końcowych Wong, Shang-Chi i Katy rozmawiają z Bruce’em Bannerem i Carol Danvers na temat pierścieni i odkrywają, że emitują one tajemniczy sygnał. W scenie po napisach Xialing zostaje nowym liderem Dziesięciu Pierścieni.

## Obsada
| Polski dubbing |
| - Michał Klawiter jako Xu Shang-Chi - Natalia Sikora jako Katy Chen - Zofia Domalik jako Xu Xialing - Jakub Kordas jako Razor Fist - Michał Piela jako Wong - Małgorzata Foremniak jako Ying Nan - Jerzy Kryszak jako Trevor Slattery - Arkadiusz Jakubik jako Xu Wenwu |

- Simu Liu jako Xu Shang-Chi / Shaun, utalentowany mistrz sztuk walki, który w młodym wieku został wyszkolony na zabójcę przez swojego ojca Xu Wenwu. Postanawia opuścić organizację „Dziesięć pierścieni” na rzecz normalnego życia w San Francisco jako Shaun[5][6][7]. Jayden Tianyi Zhang zagrał Shang-Chi jako dziecko[8], a Arnold Sun jako nastolatka[7].
- Awkwafina jako Katy Chen / Ruiwen, przyjaciółka Shang-Chi, która nie zna jego przeszłości[9][6].
- Meng’er Zhang jako Xu Xialing, córka Wenwu i siostra Shang-Chi, która prowadzi własny klub walk[9][10][7]. Elodie Fong zagrała Xialing jako dziecko, a Harmonie He jako nastolatkę[7].
- Fala Chen jako Ying Li, żona Wenwu i matka Shang-Chi i Xialing, która była strażniczką Ta Lo[11][9][7].
- Florian Munteanu jako Razor Fist, mistrz sztuk walki i najemnik ze stalowym ostrzem zamiast ręki, który pracuje dla „Dziesięciu pierścieni”[9][10].
- Benedict Wong jako Wong, mistrz mistycznych sztuk[12].
- Michelle Yeoh jako Ying Nan, strażniczka Ta Lo, ciotka Shang-Chi i Xialing[9][7].
- Ben Kingsley jako Trevor Slattery, aktor zatrudniony do odgrywania fałszywego Mandaryna, który zostaje uprowadzony przez „Dziesięć pierścieni”, gdzie pełni rolę „nadwornego błazna”[13][7].
- Tony Leung jako Xu Wenwu, ojciec Shang-Chi i Xialing, przywódca organizacji „Dziesięć pierścieni”[5][9][6].

W filmie ponadto występują: Ronny Chieng jako Jon Jon, prawa ręka Xialing i pracownik jej klubu walk; Dallas Liu jako Ruihua Chen, brat Katy; Jodi Long jako pani Chen, matka Katy i Ruihui; Tsai Chin jako Waipo, babcia Katy; Andy Le jako Death Dealer, zabójca, który pracuje dla „Dziesięciu pierścieni”; Zach Cherry jako Klev, pasażer autobusu, który relacjonuje na żywo walkę Shang-Chi oraz Stephanie Hsu i Kunal Dudhekar jako Soo i John, przyjaciele Katy i Shang-Chi. Jade Xu powtarza swoją rolę z filmu Czarna Wdowa jako Helen, jedna z Czarnych Wdów, która bierze udział w nielegalnej walce w klubie.
W rolach cameo pojawili się Tim Roth jako głos Abomination oraz w scenie w trakcie napisów Mark Ruffalo i Brie Larson jako Bruce Banner i Carol Danvers.

## Produkcja

### Rozwój projektu

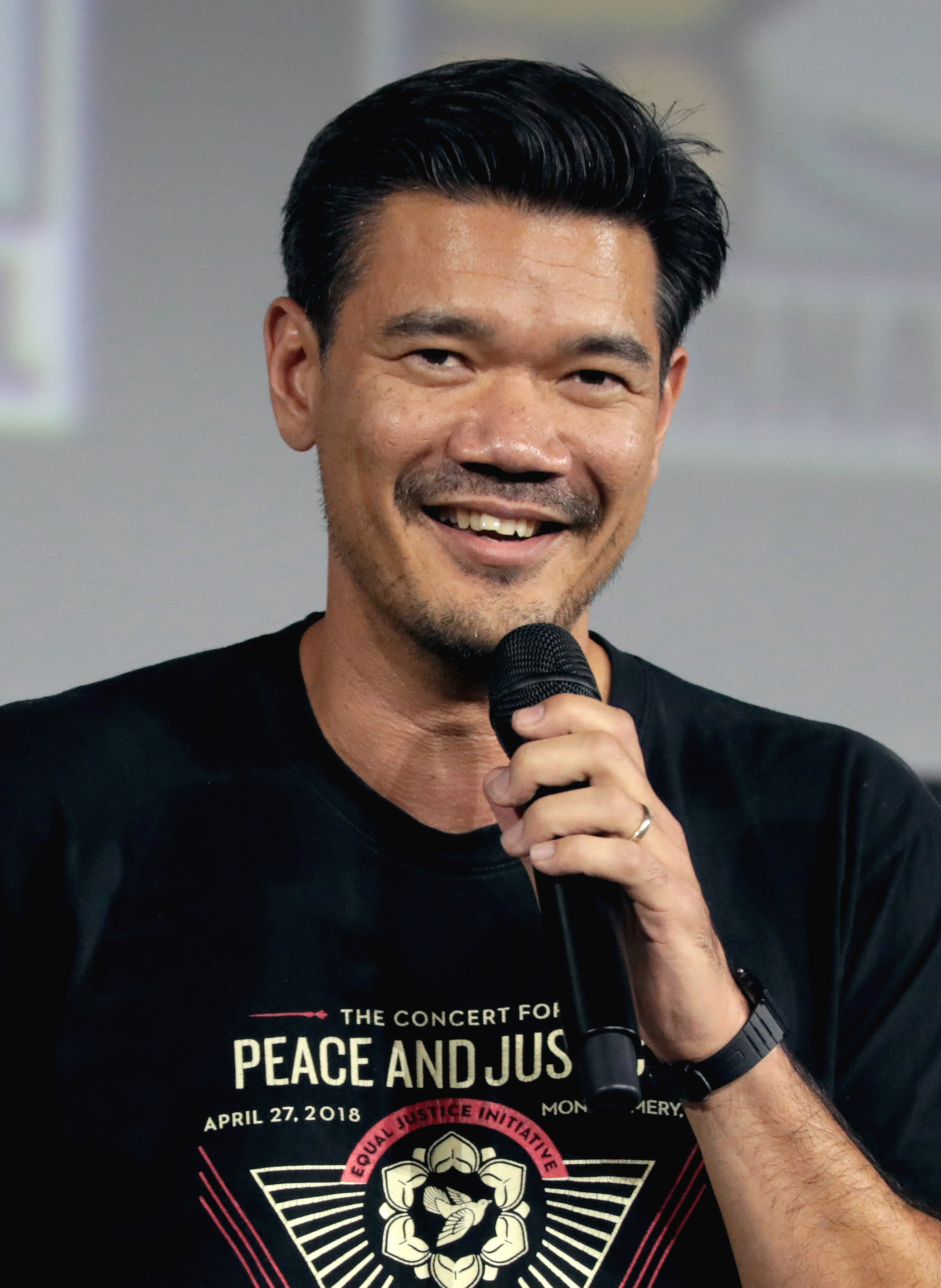
Destin Daniel Cretton, reżyser filmu

W 2018 roku Margaret Loesch, była szefowa Marvel Productions wyjawiła, że w latach osiemdziesiątych Stan Lee prowadził rozmowy na temat ekranizacji historii Shang-Chi z Brandonem Lee. W 2001 roku Stephen Norrington został zatrudniony na stanowisku reżysera filmu The Hands of Shang-Chi. W 2003 roku projekt kontynuowało DreamWorks Pictures, a Norringtona zastąpił Yuen Woo-ping. Nad scenariuszem w tamtym czasie pracował Bruce C. McKenna. W 2004 roku do projektu dołączył Ang Lee, jednak film nie powstał, a prawa do ekranizacji powróciły do Marvela. We wrześniu 2005 roku Avi Arad ujawnił, że film jest jednym z planowanych projektów realizowanych przez nowo powstałe Marvel Studios. Za dystrybucję miało odpowiadać Paramount Pictures.
W grudniu 2018 roku Marvel Studios przyśpieszyło z produkcją filmu. Do napisania scenariusza został zatrudniony David Callaham. W marcu 2019 roku Destin Daniel Cretton objął stanowisko reżysera. Wśród kandydatów znaleźli się między innymi: Deborah Chow, Justin Tipping i Alan Yang. Szef Marvel Studios, Kevin Feige, zapowiedział film Shang-Chi and the Legend of Ten Rings w lipcu 2019 roku podczas panelu studia na San Diego Comic-Conie. Początkowo amerykańska data premiery została zapowiedziana na luty 2021 roku, jednak wskutek pandemii COVID-19 została ona przesunięta na lipiec tego samego roku, a później na wrzesień. W kwietniu 2021 roku ujawniono, że Jonathan Schwartz jest drugim producentem filmu oraz że Cretton i Andrew Lanham również pracowali nad scenariuszem. W lipcu 2022 roku wyjawiono, że film będzie wchodził w skład The Multiverse Saga.

### Casting
W lipcu 2019 roku ujawniono, że Simu Liu zagra tytułową rolę. Aktor brał udział w castingach tydzień przed konwentem, a umowę ze studiem podpisał kilka dni przed. Poinformowano wtedy również, że w obsadzie znaleźli się Tony Leung jako Mandaryn oraz Awkwafina. W styczniu 2020 roku Michelle Yeoh rozpoczęła negocjacje ze studiem. W kwietniu do obsady dołączył Ronny Chieng, a miesiąc później Fala Chen jako Leiko Wu. W sierpniu potwierdzono udział Yeoh w filmie. W grudniu poinformowano, że Chen zagra jednak Jiang Li, Yeoh zagra Jiang Nan, a Chieng wcieli się Jona Jona. Ujawniono również, że w filmie wystąpią Meng’er Zhang jako Xialing i Florian Munteanu jako Razor Fist.
W marcu 2021 roku ujawniono, że Dallas Liu zagra w filmie.

### Zdjęcia i postprodukcja
Zdjęcia do filmu rozpoczęły się w lutym 2020 roku w Sydney w Fox Studios Australia pod roboczym tytułem Steamboat. Odpowiadał za nie Bill Pope. 13 marca produkcja została wstrzymana wskutek pandemii COVID-19. Zdjęcia zostały wznowione w sierpniu tego samego roku. W październiku produkcja przeniosła się do San Francisco. Zdjęcia były kręcone również w Los Angeles. Prace na planie zakończyły się 24 października. Scenografię przygotowała Sue Chan, a nad kostiumami pracowała Kym Barrett.
Montażem zajęli się Elísabet Ronaldsdóttir, Nat Sanders i Harry Yoon. Efekty specjale zostały stworzone przez studia produkcyjne: Trixter, Digital Domain, Scanline VFX, Weta Digital, Method Studios, Rising Sun Pictures, Luma Pictures, Rodeo FX i Fin Design + Effects, a odpowiadał za nie Christopher Townsend.

## Muzyka
W czerwcu 2021 roku poinformowano, że Joel P. West skomponuje muzykę do filmu. W tym samym miesiącu rozpoczęto nagrania ścieżki dźwiękowej w Abbey Road Studios w Londynie. Album z muzyką Westa, Shang-Chi and the Legend of the Ten Rings Original Score, został wydany 1 września 2021 roku przez Hollywood Records. Przed premierą filmu, od 10 do 20 sierpnia, wydano cztery single go promujące: „Lazy Susan” (21 Savage, Rich Brian), „Every Summertime” (Niki), „Run It” (DJ Snake, Rick Ross, Rich Brian) i „In the Dark” (Swae Lee). Zostały one wydane 3 września tego samego roku na albumie Shang-Chi and the Legend of the Ten Rings: The Album.
| Shang-Chi and the Legend of the Ten Rings Original Score – 2021 | Shang-Chi and the Legend of the Ten Rings Original Score – 2021 | Shang-Chi and the Legend of the Ten Rings Original Score – 2021 | Shang-Chi and the Legend of the Ten Rings Original Score – 2021 |
| Nr                                                              | Tytuł utworu                                                    | Autor                                                           | Długość                                                         |
| --------------------------------------------------------------- | --------------------------------------------------------------- | --------------------------------------------------------------- | --------------------------------------------------------------- |
| 1.                                                              | „Xu Shang-Chi”                                                  | J.P. West                                                       | 2:55                                                            |
| 2.                                                              | „Your Father”                                                   | J.P. West                                                       | 3:13                                                            |
| 3.                                                              | „The Bamboo Spring”                                             | J.P. West                                                       | 3:18                                                            |
| 4.                                                              | „Your Mother”                                                   | J.P. West                                                       | 2:05                                                            |
| 5.                                                              | „Training”                                                      | J.P. West                                                       | 1:55                                                            |
| 6.                                                              | „Brother and Sister”                                            | J.P. West                                                       | 1:38                                                            |
| 7.                                                              | „Three Days”                                                    | J.P. West                                                       | 1:24                                                            |
| 8.                                                              | „Don’t Look Down”                                               | J.P. West                                                       | 4:09                                                            |
| 9.                                                              | „Revenge”                                                       | J.P. West                                                       | 1:35                                                            |
| 10.                                                             | „My Son is Home”                                                | J.P. West                                                       | 2:19                                                            |
| 11.                                                             | „Zhe Zhi”                                                       | J.P. West                                                       | 2:55                                                            |
| 12.                                                             | „Together Soon”                                                 | J.P. West                                                       | 1:14                                                            |
| 13.                                                             | „Stay in the Pocket”                                            | J.P. West                                                       | 1:45                                                            |
| 14.                                                             | „The Waterfall”                                                 | J.P. West                                                       | 2:28                                                            |
| 15.                                                             | „Ancestors”                                                     | J.P. West                                                       | 4:12                                                            |
| 16.                                                             | „Who You Are”                                                   | J.P. West                                                       | 2:39                                                            |
| 17.                                                             | „A Blood Debt”                                                  | J.P. West                                                       | 6:16                                                            |
| 18.                                                             | „Grief”                                                         | J.P. West                                                       | 2:06                                                            |
| 19.                                                             | „Is This What You Wanted?”                                      | J.P. West                                                       | 3:17                                                            |
| 20.                                                             | „The Deep”                                                      | J.P. West                                                       | 2:35                                                            |
| 21.                                                             | „Inheritance”                                                   | J.P. West                                                       | 4:29                                                            |
| 22.                                                             | „I Won’t Leave You Again”                                       | J.P. West                                                       | 4:13                                                            |
| 23.                                                             | „The Light and the Dark”                                        | J.P. West                                                       | 1:46                                                            |
| 24.                                                             | „Qingming Jie”                                                  | J.P. West                                                       | 2:17                                                            |
| 25.                                                             | „Family”                                                        | J.P. West                                                       | 1:36                                                            |
|                                                                 |                                                                 |                                                                 | 1:08:19                                                         |

| Shang-Chi and the Legend of the Ten Rings: The Album – 2021 | Shang-Chi and the Legend of the Ten Rings: The Album – 2021 | Shang-Chi and the Legend of the Ten Rings: The Album – 2021 | Shang-Chi and the Legend of the Ten Rings: The Album – 2021                                                                                         | Shang-Chi and the Legend of the Ten Rings: The Album – 2021 |
| Nr                                                          | Tytuł utworu                                                | Wykonawca                                                   | Autor | Długość                                                     |
| ----------------------------------------------------------- | ----------------------------------------------------------- | ----------------------------------------------------------- | --- | ----------------------------------------------------------- |
| 1.                                                          | „Always Rising”                                             | Niki, Rich Brian, Warren Hue                                | B. Imanuel, C. Balmoris, D. Krieger, D. Tannenbaum, N. Zefanya, T. Mehlenbacher, W. Hue                                                             | 3:04                                                        |
| 2.                                                          | „Diamonds + and Pearls”                                     | DPR Live, DPR Ian, peace                                    | C. Balmoris, D. Krieger, D.Tannenbaum, G. Augé, X. de Rosnay, S. Miyashiro, S. Gainsbourg, T.Mehlenbacher                                           | 3:39                                                        |
| 3.                                                          | „In the Dark”                                               | Swae Lee, Jhené Aiko                                        | C. Lang, J. Aiko, K. Brown, L. Bell, T. Halm, W. Weiss                                                                                              | 2:41                                                        |
| 4.                                                          | „Lazy Susan”                                                | 21 Savage, Rich Brian, Warren Hue, MaSiWei                  | A. Bailey, A. Agustiano, B. Imanue, R. Chahayed, S.B. Abraham-Joseph, S. Ma, T. Dexter, W. Hue, W. Singerman                                        | 4:39                                                        |
| 5.                                                          | „Nomad”                                                     | Zion.T, Gen Hoshino                                         | D. Chung, G. Hoshino, J. Latham, Vince, Zion T, Kush                                                                                                | 3:24                                                        |
| 6.                                                          | „Fire in the Sky”                                           | Anderson .Paak                                              | A. Benveniste, B.P. Anderson, B. Mars, R. Chahayed, S. Tzu, T. Dexter, W. Singerman                                                                 | 3:21                                                        |
| 7.                                                          | „Lose Control”                                              | JJ Lin                                                      | C. Balmoris, D. Tannenbaum, M. Feder, P. Gonazales, S. Miyashiro, S. Gherman, T. Mehlenbacher                                                       | 4:14                                                        |
| 8.                                                          | „Every Summertime”                                          | Niki                                                        | J. Ray, N. Zefanya | 3:35                                                        |
| 9.                                                          | „Never Gonna Come Down”                                     | Mark Tuan, Bibi                                             | C. Miles, L. Hughes, N. Audino, T.W. Warbrick, W. Hue                                                                                               | 3:23                                                        |
| 10.                                                         | „Foolish”                                                   | Rich Brian, Warren Hue, Guapdad 4000                        | B. Imanuel, C. Miles, C. Balmoris, D. Krieger, D. Tannenbaum, A. Hayes, T. Mehlenbacher, W. Hue                                                     | 2:57                                                        |
| 11.                                                         | „Clocked Out!”                                              | Audrey Nuna, Niki                                           | A. Nuna, J. Reeves, J. Yip, N. Zefanya, R. C. McCullough II, R. Romulus                                                                             | 3:10                                                        |
| 12.                                                         | „Act Up”                                                    | Rich Brian, EarthGang                                       | A. Grant, B. Bones, B. Imauel, D. Krieger, D. Tannenbaum, M. Feder, Olu Fann, S. Gherman, T. Mehlenbacher, WowGr8                                   | 3:18                                                        |
| 13.                                                         | „Baba Says”                                                 | Adawa, Shayiting EL                                         | A. Wa, C. Miles, J. Odegard, S. Yi Ting, W. Hue | 4:23                                                        |
| 14.                                                         | „Run It”                                                    | DJ Snake, Rick Ross, Rich Brian                             | B. Imanuel, C. Dold, W. Grigahcine, R. Ross, Sim | 2:43                                                        |
| 15.                                                         | „Swan Song”                                                 | Saweetie, Niki                                              | D. Harper, J. Ray, N. Zefanya | 2:47                                                        |
| 16.                                                         | „War With Heaven”                                           | Keshi                                                       | A. Grant, J. Ray, P. Smith, T. Dexter, T. Fuller, W. Singerman                                                                                      | 3:13                                                        |
| 17.                                                         | „Hot Soup”                                                  | 88rising, Simu Liu                                          | C. Balmoris, D. Krieger, D. Tannenbaum, S. Miyashiro, T. Mehlenbacher                                                                               | 3:07                                                        |
| 18.                                                         | „Warriors”                                                  | Warren Hue, Seori                                           | A. Grant, C. Balmoris, DJ Dahi, D. Krieger, D. Tannebaum, I. DeBoni, M. Feder, M. Mule, P. Gonzales, S. Gherman, T. Mehlenbacher, T. Fuller, W. Hue | 3:59                                                        |
|                                                             |                                                             |                                                             | | 1:01:37                                                     |

## Promocja
W lipcu 2019 roku Destin Daniel Cretton i Simu Liu pojawili się na panelu Marvel Studios podczas San Diego Comic-Conu. 19 kwietnia 2021 roku ukazał się pierwszy zwiastun filmu, a 25 czerwca 2021 drugi.
W połowie sierpnia Ron Han rozpoczął kampanię na GoFundMe, aby zebrać pieniądze dla dzieci pochodzenia azjatyckiego w San Gabriel Valley, aby mogły zobaczyć Shang-Chi i legendę dziesięciu pierścieni. Zapoczątkował również „Shang-Chi challenge”, którego celem było zmotywowanie innych lokalnych społeczności do podobnych działań. Wyzwanie zostało zainspirowane podobnym stworzonym dla Czarnej Pantery. 1 września na Disney+ pojawił się odcinek serialu dokumentalnego Legendy Marvela przypominający historię organizacji „Dziesięć Pierścieni” w MCU. Od 3 września postacie Shang-Chi i Death Dealera pojawiły się w atrakcji Avengers Campus w Disneylandzie.
Partnerami promocyjnymi filmu były firmy: Sanzo, Microsoft, BMW, Visa, Virgin Plus, Gruppo TIM, Mikron Group i BGF.

## Wydanie
Światowa premiera filmu Shang-Chi i legenda dziesięciu pierścieni miała miejsce 16 sierpnia 2021 roku w Los Angeles. W wydarzeniu tym uczestniczyła obsada i ekipa produkcyjna filmu oraz zaproszeni goście. Premierze tej towarzyszył czerwony dywan oraz szereg konferencji prasowych. 25 sierpnia film został zaprezentowany podczas CinemaConu.
Dla szerszej publiczności film zadebiutował 1 września w Belgii, Szwecji, Francji, Irlandii, Korei Południowej i we Włoszech. Następnego dnia, 2 września, pojawił się w Argentynie, Australii, Czechach, Słowacji, Rosji, Niemczech, Singapurze, Brazylii, Meksyku, Portugalii, Nowej Zelandii oraz na Węgrzech. 3 września zadebiutował w Stanach Zjednoczonych, Kanadzie, Wielkiej Brytanii, Bułgarii, Japonii, Indiach, Finlandii, Hiszpanii i w Polsce.
Początkowo amerykańska premiera zaplanowana na 12 lutego tego samego roku, jednak wskutek pandemii COVID-19 studio zdecydowało się ją przesunąć trzykrotnie, początkowo na maj, później na 9 lipca, a następnie 3 września.

## Odbiór

### Box office
Shang-Chi i legenda dziesięciu pierścieni, przy budżecie szacowanym na 150 milionów dolarów, zarobił w weekend otwarcia ponad 127 milionów dolarów, z czego ponad 75 milionów pochodzi z kin w Stanach Zjednoczonych i Kanadzie. Film uzyskał również rekordowy wynik otwarcia w Stanach Zjednoczonych w trakcie czterodniowego weekendu ze świętem pracy, wynoszący ponad 94 milionów dolarów. Film pokonał wcześniejszego rekordzistę, Halloween z 2007 roku, który zgromadził 30,6 miliona. Po dwóch tygodniach film zarobił w sumie ponad 257 miliona dolarów. Po czterech weekendach w kinach w Stanach Zjednoczonych i Kanadzie film został najlepiej zarabiającym filmem w czasie pandemii z wynikiem ponad 196 milionów dolarów. W sumie film zarobił na świecie ponad 432 miliony dolarów, z czego prawie 225 milionów w Stanach Zjednoczonych i Kanadzie oraz ponad 2 miliony w Polsce.

### Krytyka w mediach
Film spotkał się z pozytywną reakcją krytyków. W serwisie Rotten Tomatoes 91% z 323 recenzji uznano za pozytywne, a średnia ocen wystawionych na ich podstawie wyniosła 7,5/10. Na portalu Metacritic średnia ważona ocen z 52 recenzji wyniosła 71 punktów na 100. Natomiast według serwisu CinemaScore, zajmującego się mierzeniem atrakcyjności filmów w Stanach Zjednoczonych, publiczność przyznała mu ocenę A w skali od F do A+.
Peter Debruge z „Variety” zachwalał efekty specjalne i stwierdził, że film „poszerza spektrum reprezentacji marki, oferując odbiorcom pochodzenia azjatyckiego rodzaj wzmocnienia, do którego Czarna Pantera utorowała drogę kilka lat temu”. Laura Sirikul z „Empire Magazine” napisała, że „dzięki zabawnym i ujmującym momentom w pięknie zaaranżowanych sekwencjach akcji, Shang-Chi świetnie sprawdza się jako opowieść o rodzinie i o tym, jak można ją wypaczać żałobą. Simu Liu, Awkwafina i Tony Leung ożywiają wieloaspektowe postacie i pomimo problemów z tempem, stanowią niezwykle zabawny krok we właściwym kierunku dla reprezentacji azjatyckiej”. Angie Han z „The Hollywood Reporter” oceniła, że w Shang-Chi i legendzie dziesięciu pierścieni nie „połączyły się” sztuki walki, elementy fantasy i eksploracja kultury chińskiej i azjatycko-amerykańskiej „tak gładko, jak powinny”, uczyniono z niego film o superbohaterach, który stał się „wystarczająco świeży i zabawny, by być wart obejrzenia”. K. Austin Collins z „Rolling Stone” napisał, że „sukces Shang-chi i legendy dziesięciu pierścieni, wyreżyserowanego przez niezależnego reżysera Destina Daniela Crettona, polega na tym, że udaje mu się zrobić wszystko, czego się od niego oczekuje... I robi to wszystko na tyle sprawnie i skutecznie, że rzeczywiście spędzamy większość czasu, obserwując ludzi walczących na zboczach drapaczy chmur, w podziemnych klubach walki, w transporcie publicznym San Francisco i gdzie indziej. To dobry film”.
Gabriel Krawczyk z Filmweb stwierdził, że „jeśli przy tak mocnych charakterach i, przyznaję z bólem, nieraz zaburzających dramaturgię nadliczbowych, choć koniecznych, retrospekcjach sama tytułowa kreacja blaknie, podróż odkrywającego siebie bohatera uzasadnia taki stan rzeczy i budzi apetyt na więcej w sequelu. Bogiem a prawdą, gotów byłbym zaryzykować tezę, że Shang-Chi dostaje od Marvela najlepsze wejście do uniwersum: nie wyważa drzwi, lecz z gracją przez nie przeskakuje. Witamy i już prosimy o więcej!” Dawid Muszyński z NaEkranie.pl napisał: „byłem bardzo pozytywnie zaskoczony choreografią walk i tym, jak zostały one zrealizowane. Ogląda się to bardzo przyjemnie. Jeśli miałbym te sekwencje do czegoś porównać, to chyba do serialu Wojownik. A to moim zdaniem bardzo wysoka półka realizacyjna w obecnym kinie i telewizji. Niestety, jak to u Marvela bywa, finał musiał zostać zdominowany przez CGI i ta cała zapierająca dech w piersiach walka gdzieś się ulotniła. Widać, że ta ekipa źle się czuje, jak nie wyda kilkunastu milionów dolarów na efekty specjalne”. Wojtek Smoła z IGN Polska ocenił, że „Shang-chi i legenda dziesięciu pierścieni stanowi bardzo udaną genezę nowego bohatera Marvela. Heros grany przez Simu Liu, to idealny dodatek do tego bogatego uniwersum. Dzieło Destina Daniela Crettona posiada wiele scen akcji, a sam finał jest naprawdę widowiskowy i satysfakcjonujący”.

### Nagrody i nominacje
| Rok  | Ceremonia                                      | Kategoria                                                                       | Nominowani                                                                                         | Rezultat  | Przypis       |
| ---- | ---------------------------------------------- | ------------------------------------------------------------------------------- | -------------------------------------------------------------------------------------------------- | --------- | ------------- |
| 2021 | Hollywood Music in Media Awards                | Najlepsza ścieżka dźwiękowa dla filmu fantastyczno-naukowego / fantasy          | Joel P. West                                                                                       | Nominacja | [ 74 ]        |
| 2021 | People’s Choice Awards                         | Ulubiony film                                                                   | Shang-Chi i legenda dziesięciu pierścieni                                                          | Nominacja | [ 75 ] [ 76 ] |
| 2021 | People’s Choice Awards                         | Ulubiony film akcji                                                             | Shang-Chi i legenda dziesięciu pierścieni                                                          | Wygrana   | [ 75 ] [ 76 ] |
| 2021 | People’s Choice Awards                         | Ulubiony aktor filmowy                                                          | Simu Liu                                                                                           | Nominacja | [ 75 ] [ 76 ] |
| 2021 | People’s Choice Awards                         | Ulubiona aktorka filmowa                                                        | Awkwafina                                                                                          | Nominacja | [ 75 ] [ 76 ] |
| 2021 | People’s Choice Awards                         | Ulubiona gwiazda kina akcji                                                     | Simu Liu                                                                                           | Wygrana   | [ 75 ] [ 76 ] |
| 2021 | Asian American Awards                          | Najlepsza reżyseria                                                             | Destin Daniel Cretton                                                                              | Wygrana   | [ 77 ]        |
| 2021 | Asian American Awards                          | Przełomowy występ w filmie                                                      | Simu Liu                                                                                           | Wygrana   | [ 77 ]        |
| 2021 | Asian American Awards                          | Vanguard Award                                                                  | Shang-Chi i legenda dziesięciu pierścieni                                                          | Wygrana   | [ 77 ]        |
| 2021 | Las Vegas Film Critics Society Awards          | Najlepszy film akcji                                                            | Shang-Chi i legenda dziesięciu pierścieni                                                          | Nominacja | [ 78 ]        |
| 2021 | Las Vegas Film Critics Society Awards          | Najlepszy film rodzinny                                                         | Shang-Chi i legenda dziesięciu pierścieni                                                          | Nominacja | [ 78 ]        |
| 2021 | Las Vegas Film Critics Society Awards          | Najlepsze efekty specjalne                                                      | Shang-Chi i legenda dziesięciu pierścieni                                                          | Nominacja | [ 78 ]        |
| 2021 | St. Louis Film Critics Association Awards      | Najlepszy film akcji                                                            | Shang-Chi i legenda dziesięciu pierścieni                                                          | Wygrana   | [ 79 ]        |
| 2021 | Florida Film Critics Circle Awards             | Najlepsze efekty specjalne                                                      | Shang-Chi i legenda dziesięciu pierścieni                                                          | Nominacja | [ 80 ]        |
| 2021 | Portland Critics Association Awards            | Najlepsza praca kaskaderów                                                      | Shang-Chi i legenda dziesięciu pierścieni                                                          | Nominacja | [ 81 ]        |
| 2021 | Utah Film Critics Association Awards           | Nagroda specjalna za występ w filmie fantasy, fantastycznonaukowym lub horrorze | Tony Leung                                                                                         | Wygrana   | [ 82 ]        |
| 2022 | San Diego Film Critics Society Awards          | Najlepsze efekty specjalne                                                      | Shang-Chi i legenda dziesięciu pierścieni                                                          | Nominacja | [ 83 ]        |
| 2022 | Hawaii Film Critics Society Awards             | Najlepsza adaptacja komiksu                                                     | Shang-Chi i legenda dziesięciu pierścieni                                                          | Nominacja | [ 84 ]        |
| 2022 | Hawaii Film Critics Society Awards             | Najlepsza reżyseria                                                             | Destin Daniel Cretton                                                                              | Nominacja | [ 84 ]        |
| 2022 | Hawaii Film Critics Society Awards             | Najlepsza praca kaskaderów                                                      | Shang-Chi i legenda dziesięciu pierścieni                                                          | Nominacja | [ 84 ]        |
| 2022 | Hawaii Film Critics Society Awards             | Najlepszy dźwięk                                                                | Shang-Chi i legenda dziesięciu pierścieni                                                          | Nominacja | [ 84 ]        |
| 2022 | Hawaii Film Critics Society Awards             | Najlepsze efekty specjalne                                                      | Shang-Chi i legenda dziesięciu pierścieni                                                          | Nominacja | [ 84 ]        |
| 2022 | North Carolina Film Critics Association Awards | Najlepsza praca kaskaderów                                                      | Shang-Chi i legenda dziesięciu pierścieni                                                          | Wygrana   | [ 85 ]        |
| 2022 | Houston Film Critics Society Awards            | Najlepsza praca kaskaderów                                                      | Shang-Chi i legenda dziesięciu pierścieni                                                          | Nominacja | [ 86 ]        |
| 2022 | Houston Film Critics Society Awards            | Najlepsze efekty specjalne                                                      | Shang-Chi i legenda dziesięciu pierścieni                                                          | Nominacja | [ 86 ]        |
| 2022 | Austin Film Critics Association Awards         | Najlepsza praca kaskaderów                                                      | Shang-Chi i legenda dziesięciu pierścieni                                                          | Nominacja | [ 87 ]        |
| 2022 | Phoenix Film Critics Society Awards            | Najlepszy film fantastycznonaukowy                                              | Shang-Chi i legenda dziesięciu pierścieni                                                          | Nominacja | [ 88 ]        |
| 2022 | Seattle Film Critics Society Awards            | Najlepszy złoczyńca                                                             | Tony Leung                                                                                         | Nominacja | [ 89 ]        |
| 2022 | Seattle Film Critics Society Awards            | Najlepsze efekty specjalne                                                      | Shang-Chi i legenda dziesięciu pierścieni                                                          | Nominacja | [ 89 ]        |
| 2022 | Seattle Film Critics Society Awards            | Najlepsza choreografia akcji                                                    | Shang-Chi i legenda dziesięciu pierścieni                                                          | Nominacja | [ 89 ]        |
| 2022 | North Dakota Film Society Awards               | Najlepsze efekty specjalne                                                      | Shang-Chi i legenda dziesięciu pierścieni                                                          | Nominacja | [ 90 ]        |
| 2022 | Denver Film Critics Society Awards             | Najlepsze efekty specjalne                                                      | Shang-Chi i legenda dziesięciu pierścieni                                                          | Nominacja | [ 91 ]        |
| 2022 | Online Film Critics Society Awards             | Najlepsze efekty specjalne                                                      | Shang-Chi i legenda dziesięciu pierścieni                                                          | Nominacja | [ 92 ]        |
| 2022 | Annie Awards                                   | Najlepsza animacja postaci w filmie aktorskim                                   | Karl Rapley, Sebastian Trujillo, Richard John Moore, Merlin Bela Wassilij Maertz, Pascal Raimbault | Wygrana   | [ 93 ]        |
| 2022 | Nagroda Gildii Aktorów Ekranowych              | Najlepszy zespół kaskaderski w filmie                                           | Shang-Chi i legenda dziesięciu pierścieni                                                          | Nominacja | [ 94 ]        |
| 2022 | Hollywood Critics Association Film Awards      | Najlepszy film akcji                                                            | Shang-Chi i legenda dziesięciu pierścieni                                                          | Nominacja | [ 95 ]        |
| 2022 | Hollywood Critics Association Film Awards      | Najlepsze efekty specjalne                                                      | Christopher Townsend, Joe Farrell, Sean Noel Walker, Dan Oliver                                    | Nominacja | [ 95 ]        |
| 2022 | Hollywood Critics Association Film Awards      | Najlepsza praca kaskaderów                                                      | Shang-Chi i legenda dziesięciu pierścieni                                                          | Nominacja | [ 95 ]        |
| 2022 | Gold Derby Film Awards                         | Najlepsze efekty specjalne                                                      | Christopher Townsend, Joe Farrell, Sean Walker, Dan Oliver                                         | Nominacja | [ 96 ]        |
| 2022 | Nagrody Amerykańskiej Gildii Kostiumologów     | Najlepsze kostiumy w filmie fantastycznonaukowym / fantasy                      | Kym Barrett                                                                                        | Nominacja | [ 97 ]        |
| 2022 | VES Awards                                     | Najlepsze efekty specjalne w fotorealistycznym filmie aktorskim                 | Christopher Townsend, Damien Carr, Joe Farrell, Sean Walker, Dan Oliver                            | Nominacja | [ 98 ]        |
| 2022 | VES Awards                                     | Najlepsze wirtualne zdjęcia                                                     | Sebastian Trujillo, Louis-Daniel Poulin, Nathan Abbot, Shannon Justison                            | Nominacja | [ 98 ]        |
| 2022 | VES Awards                                     | Najlepsze symulacje w fotorealistycznym filmie aktorskim                        | Simone Riginelli, Claude Schitter, Teck Chee Koi, Arthur Graff                                     | Nominacja | [ 98 ]        |
| 2022 | VES Awards                                     | Najlepsza kompozycja i światło w filmie aktorskim                               | Jeremie Maheu, Mathieu Dupuis, Karthic Ramesh, Jiri Kilevnik                                       | Nominacja | [ 98 ]        |
| 2022 | Critics’ Choice Movie Awards                   | Najlepsze efekty specjalne                                                      | Shang-Chi i legenda dziesięciu pierścieni                                                          | Nominacja | [ 99 ]        |
| 2022 | Satellite Awards                               | Najlepsze efekty specjalne                                                      | Christopher Townsend, Joe Farrell, Sean Noel Walker, Dan Oliver                                    | Nominacja | [ 100 ]       |
| 2022 | Nagroda Akademii Filmowej                      | Najlepsze efekty specjalne                                                      | Christopher Townsend, Joe Farrell, Sean Noel Walker, Dan Oliver                                    | Nominacja | [ 101 ]       |
| 2022 | Critics Choice Super Awards                    | Najlepszy film superbohaterski                                                  | Shang-Chi i legenda dziesięciu pierścieni                                                          | Nominacja | [ 102 ]       |
| 2022 | Critics Choice Super Awards                    | Najlepszy aktor w filmie superbohaterskim                                       | Simu Liu                                                                                           | Nominacja | [ 102 ]       |
| 2022 | Critics Choice Super Awards                    | Najlepszy aktor w filmie superbohaterskim                                       | Tony Leung                                                                                         | Nominacja | [ 102 ]       |
| 2022 | Critics Choice Super Awards                    | Najlepsza aktorka w filmie superbohaterskim                                     | Michelle Yeoh                                                                                      | Nominacja | [ 102 ]       |
| 2022 | Critics Choice Super Awards                    | Najlepszy czarny charakter w filmie                                             | Tony Leung                                                                                         | Nominacja | [ 102 ]       |
| 2022 | Saturn Awards                                  | Najlepszy film superbohaterski                                                  | Shang-Chi i legenda dziesięciu pierścieni                                                          | Nominacja | [ 103 ]       |
| 2022 | Saturn Awards                                  | Najlepszy aktor                                                                 | Simu Liu                                                                                           | Nominacja | [ 103 ]       |
| 2022 | Saturn Awards                                  | Najlepsza aktorka drugoplanowa                                                  | Awkwafina                                                                                          | Nominacja | [ 103 ]       |
| 2022 | Saturn Awards                                  | Najlepsza muzyka                                                                | Joel P. West                                                                                       | Nominacja | [ 103 ]       |
| 2022 | Saturn Awards                                  | Najlepsza scenografia                                                           | Sue Chan                                                                                           | Nominacja | [ 103 ]       |
| 2022 | Saturn Awards                                  | Najlepsze efekty specjalne                                                      | Christopher Townsend, Joe Farrell, Sean Noel Walker, Dan Oliver                                    | Nominacja | [ 103 ]       |

## Kontynuacja
W grudniu 2021 roku ujawniono, że przygotowywana jest kontynuacja filmu oraz że Destin Daniel Cretton powróci na stanowisko reżysera i scenarzysty.